# Polytrichadelphus umbrosus
Polytrichadelphus umbrosus är en bladmossart som beskrevs av Mitten 1869. Polytrichadelphus umbrosus ingår i släktet Polytrichadelphus och familjen Polytrichaceae. Inga underarter finns listade i Catalogue of Life.